# Bluetongue
 Bluetongue  er er en vektorbåren virussygdom som angriber drøvtyggere, herunder får, geder, kvæg og hjorte og andre. Mennesker kan ikke få sygdommen.

## Symptomer
Symptomer på sygdommen omfatter væskeansamlinger i hovedet, sår i munden, halthed, aborter, høj dødelighed og specielt hos får blåfarvning af tungen. Sidstnævnte har givet sygdommen dens navn, idet "bluetongue" betyder "blåtunge" på engelsk. Bluetongue er smertefuld for inficerede dyr, og angrebne husdyr bliver derfor ofte aflivet for at de ikke skal lide unødigt.

## Udbredelse
Der har været en epidemi af sygdommen i Belgien, Tyskland, England og Holland i 2024, og Dansk Veterinær Konsortium anså det for sandsynligt at sygdommen også ville ramme Danmark i sommeren 2024. 9. august 2024 døde et får i Travsted i Sønderjylland af Bluetongue. Det var første gang sygdommen var konstateret i Danmark i 15 år. 27. august var der fundet bluetongue i 19 danske kvæg- og fårebesætninger.
Der kendes 29 forskellige serotyper af bluetonguevirus.

## Smitte
Bluetonguevirusset spredes især af insekter af slægten culicoides i familien mitter når de suger blod fra dyrene. Smitte kan også med ske inficeret blod, sæd og embryoner, samt fra et drægtig inficeret dyr til dets ufødte unge.